# Palau del Vidre
Palau del Vidre ([pə'lawðəl'biðɾə], (oficialment en francès: Palau-del-Vidre) és un poble del Rosselló, cap de la comuna del mateix lloc, de 3.153 habitants, a la Catalunya del Nord.
El municipi és en territori vinícola que correspon a la denominació d'origen (AOC) "Costers del Rosselló", i per als vins dolços naturals, l'AOC "Moscat de Ribesaltes" o Gran Rosselló. La dita sobre els palauencs diu: Palau la fava.

## Etimologia
El nom del poble vé de la indústria tradicional del vidre, i d'un palau o castell del 1172, avui desaparegut, que fou primer dels templers i després dels hospitalers.

## Geografia

Situació de la comuna de Palau del Vidre en el Rosselló

### Localització i característiques generals del terme
El terme comunal de Palau del Vidre, d'una extensió de 104.100 hectàrees, està situat a la riba dreta del Tet, que li fa de límit termenal nord, just abans del seu tram final en terme d'Argelers de la Marenda. També compta amb les aigües del Tanyarí, afluent del Tec, que vertebra tot el sector occidental del terme. A l'extrem oriental, termenal amb Argelers de la Marenda, es troba la Ribera de Sant Andreu, la Ribereta. El municipi inclou el poble de Vilaclara. El Bosc de Vilaclara posseeix algunes exemplars de roures antiquíssims; aquest bosc és, molt possiblement, un dels pocs vestigis del que fou el gran bosc del Bercol.
Termes municipals limítrofs:
| Ortafà                 | Elna   | Argelers de la Marenda |
| Sant Genís de Fontanes |        |                        |
| La Roca de l'Albera    | Sureda | Sant Andreu de Sureda  |

### El poble de Palau del Vidre

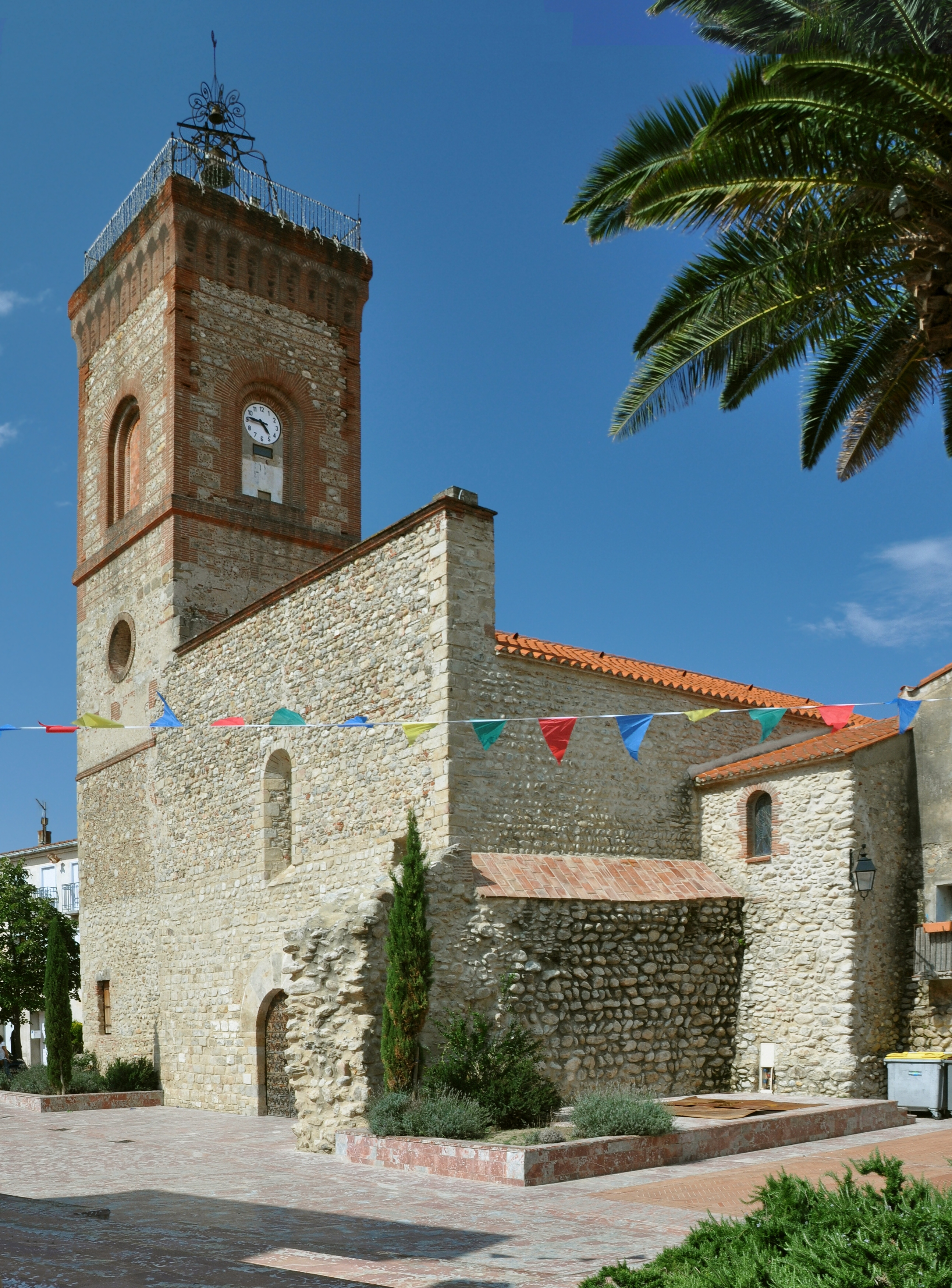
L'església de Sant Sebastià

El poble de Palau del Vidre nasqué com a cellera a l'entorn de l'església parroquial de Santa Maria i Sant Sebastià (primitivament només advocada a Santa Maria) i del seu cementiri. Més endavant, la cellera primitiva fou envoltada d'un segon recinte murat més ampli, que englobava el primer creixement important de Palau del Vidre. Cal destacar que es conserva el nom de la Cellera per a designar el nucli primigeni, que també era conegut com el Fort, per raons de la seva estructura defensiva. De la vila murada encara es conserva el Portal d'Amunt i, en el seu interior, les restes del Palau, o Castell de Palau. L'església parroquial actual ocupa el lloc d'una de les sales d'aquest castell.

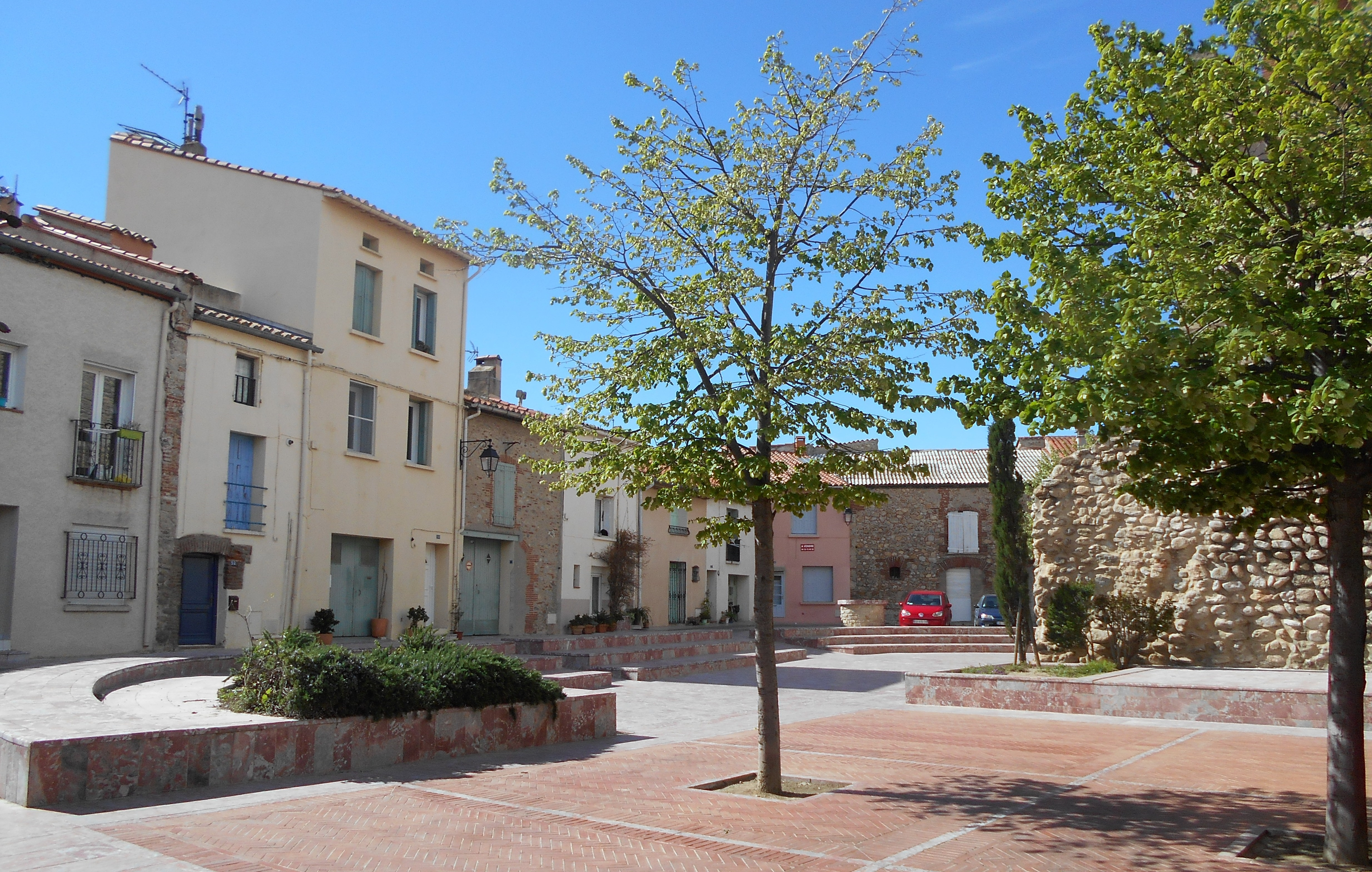
La cellera; a la dreta, restes de muralles

Els carrers del poble vell han conservat els noms tradicionals: carrers de la Creueta, de la Tramuntana, del Fort, dels Horts, places del Gall i de la República (aquesta darrera és l'única que ha perdut el seu nom original). Nombroses cases es conserven amb el seu caràcter antic, com la Casa Clarà, la de la Vila, la Pagès, la Queià i la Sobrevies; es tracta de noms antics, en desús, recordats només per la població de més edat. La Plaça d'en Canals està situada on hi havia hagut el cementiri de la cellera de Palau del Vidre.
Encara es produí una segona ampliació del poble, en forma de ravals: cases construïdes al llarg dels camins que sortien del poble en direcció a les poblacions veïnes. El traçat urbanístic ho demostra a bastament. A la zona nord-est del poble hi ha l'edifici de la Gara, estació de tren, el càmping le Haras i, a l'altra banda de la via del tren, la Zona Artesanal.
La crescuda del poble en els darrers 25 anys s'ha fet sobretot a partir de modernes urbanitzacions de cases aïllades amb jardí a l'entorn. Així, trobem a Palau del Vidre les de Batipalmes, Beausoleil, Camp de la Font, la Canal, Civadell, les Jardins Fleuris, la Pineda, Portes des Albères, les Quatre Saisons, les Rosiers i Sant Galdric. Amb elles, la crescuda urbana del poble ha estat molt gran.

### Vilaclara

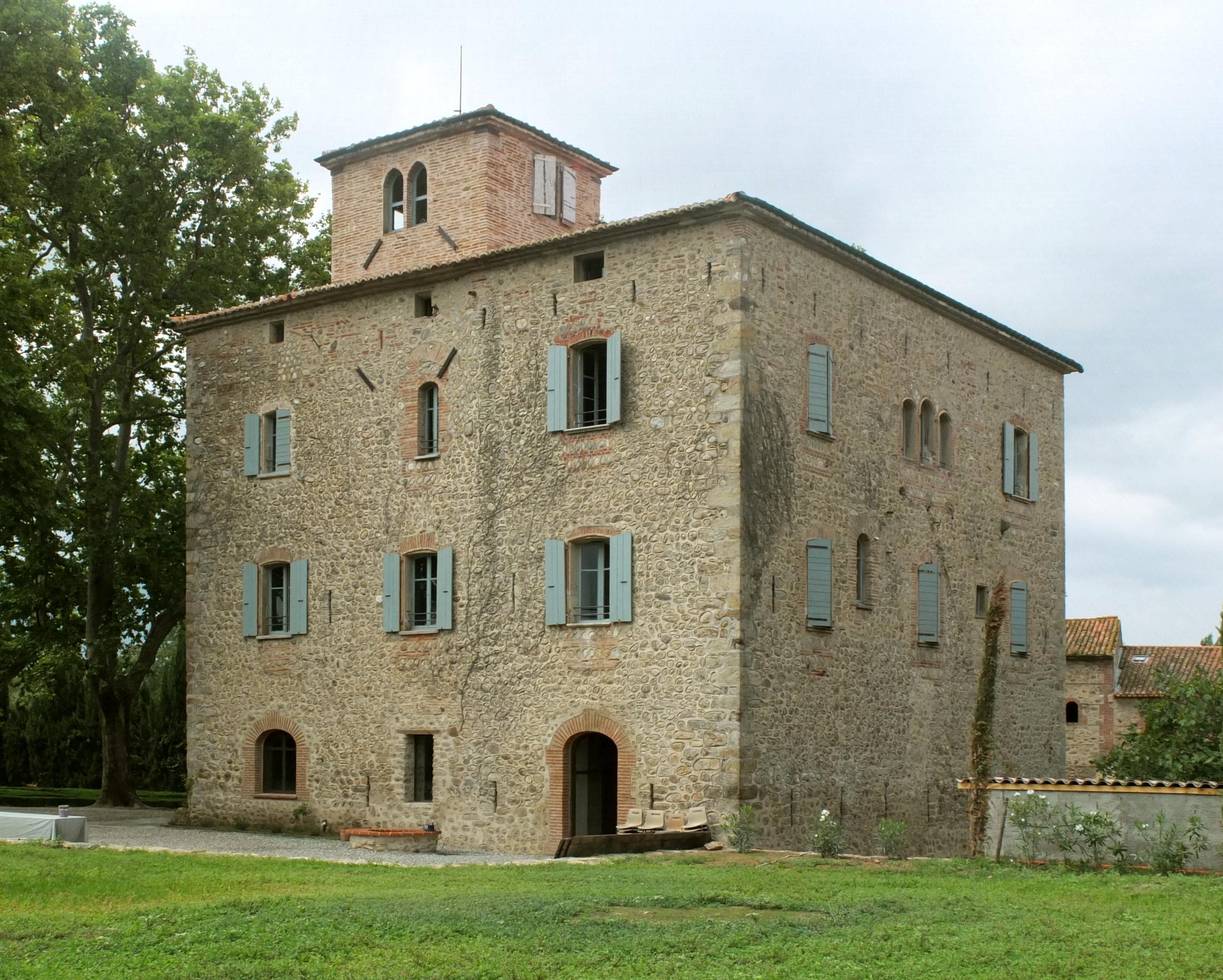
Castell de Vilaclara

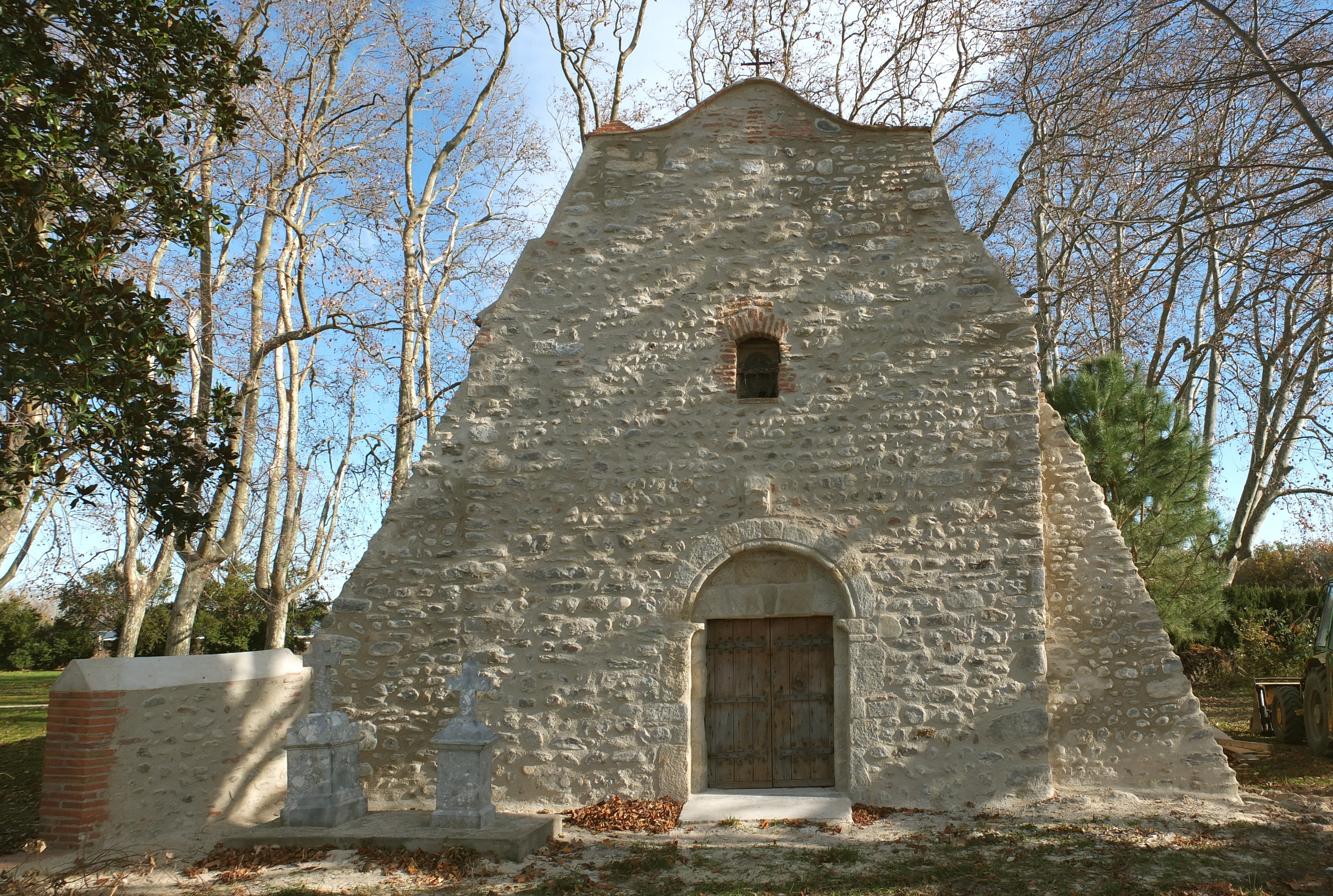
Església de Sant Pere de Vilaclara (restaurada)

A la zona sud-oest del terme hi ha el poble de Vilaclara, amb la seva església, antigament parroquial, de Sant Pere, documentada des del 1441. És a la vora del Rec de Vilallonga, en una zona plana. El castell conserva vestigis del castell medieval. En fou senyor el 1141 Ponç Bernat de Vilaclara, però el 1291 infeudà els diferents drets i senyorius a fidels seus, com Guillem de Puig d'Orfila.

### Santa Coloma de Tresbons
Curiós topònim, el de Tresbons, possiblement per contraposició a la propera, al nord, Santa Eugènia de Tresmals, del terme d'Elna. És una església i antic lloc desapareguts avui dia. Es tractava de l'església de Santa Coloma d'Alemanys, parròquia d'una localitat que el 1075 era del comte Ponç d'Empúries. Elna hi tenia possessions el segle xiv. Tanmateix, podria ser que l'edifici de l'església hagués estat dins de l'actual terme d'Argelers.

### Els masos del terme
Deixant a part el Castell de Vilaclara i el Castell Juvenel, el terme de Palau del Vidre compta amb diversos masos: Mas Alain, Mas Asperó, Mas Batlle, abans Batlló, Mas Batlló, Mas Batzaries, Mas Bedia, Mas Cassany, Mas Cirac, Mas Civada, Mas Colom, Mas Costa, Mas de l'Americà, Mas d'en Domènec, Mas Llibotrí, Mas Pellicer, Mas Ribes, Mas Saís, Mas Santa Maria i Mas Surjús. Es conserven també les ruïnes de la Teuleria i, en canvi no les de la Teuleria de Vilaclara, que són del tot desaparegudes. A l'extrem nord-est del terme es troba la Remunta del Tec.

### El relleu
El terme comunal de Palau del Vidre és essencialment pla. El punt més elevat, 38 m, és a l'extrem sud-oest, a prop del Vinyer de Vilaclara. Hi passa la carretera D - 618. El punt més baix, 13 m, és a la zona més oriental, al Camp de la Pedra. És, per tant, un pla inclinat al biax, de sud-oest a nord.est.

### Els cursos d'aigua

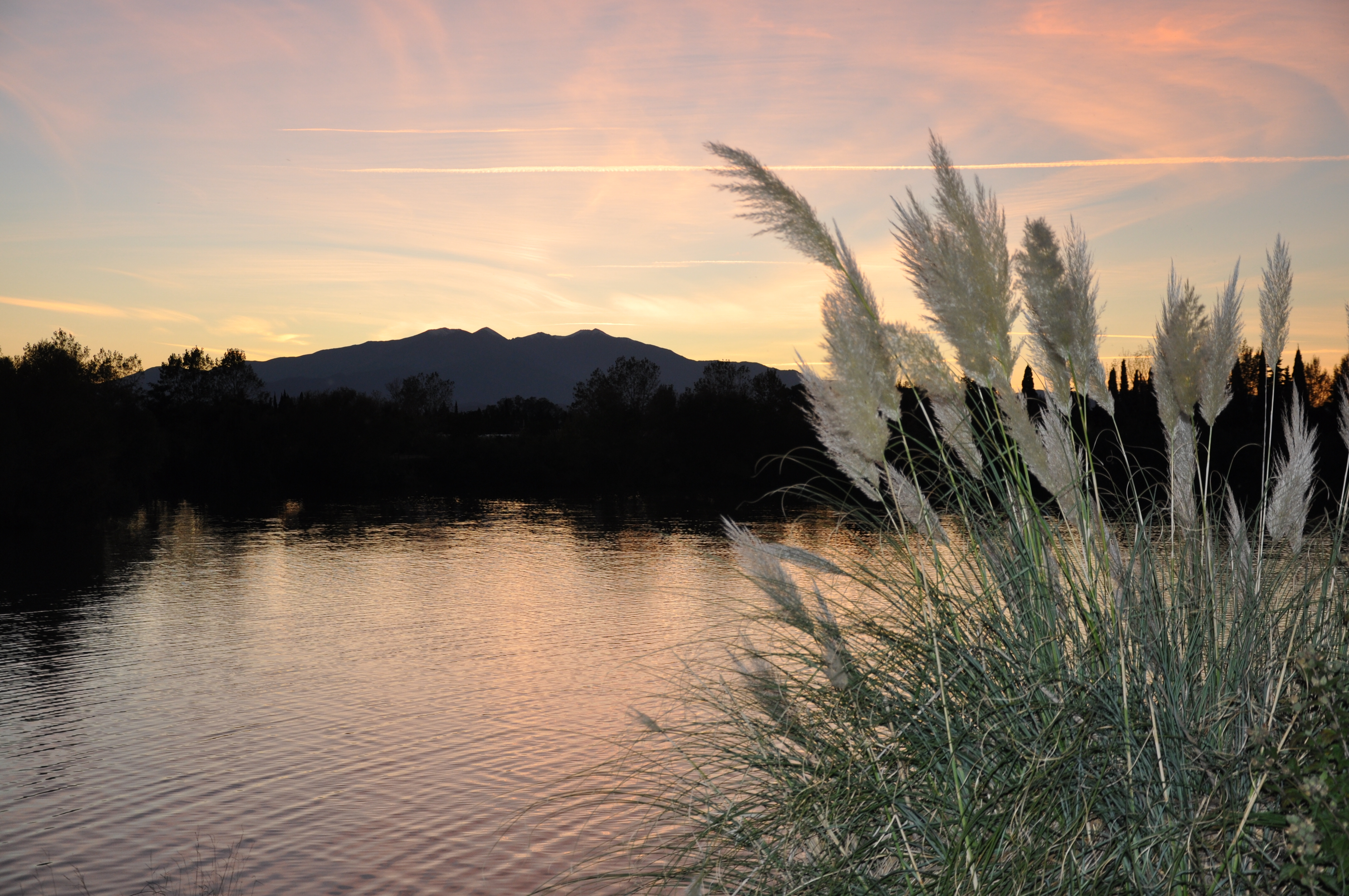
Estany de Sant Marti

Pel terme de Palau del Vidre discorren diversos cursos d'aigua. De majors, rius i rieres importants, se'n troben tres: el Tec, que conforma el límit nord del terme, el Tanyarí, que prové de Sant Genís de Fontanes, a occident, i la Ribereta, o Ribera de Sant Andreu, a orient.
La resta són canals de rec o de drenatge, propis de les terres rosselloneses planes. Així, hi trobem l'Agulla Cabdal, l'Agulla Cabdal de Vilaclara, l'Agulla de Cap de Bou, l'Agulla del Portal d'Amunt i el Còrrec de Constantina, de drenatge i l'Agulla de Batipalmes, l'Agulla del Mas Civada, l'Agulla del Vinyer de Vilaclara, el Rec de Palau i el Rec de Tatzó d'irrigació. L'Agulla -o Rec- de la Font és alhora de drenatge i d'irrigació.
Esment a part mereixen la Font de Sant Pere i l'Estany de Sant Martí, al nord del terme, a la riba del Tec.

### El terme comunal
Palau del Vidre no és pas dels termes més rics en toponímia conservada. Els que es coneixen en aquesta població són els Aigalls, la Barraca del Desertor, Batipalmes, la Begó, el Bosc de Vilaclara, el Camp de la Pedra, els Camps de la Font, el Canyer, Cap de Bou, les Closes, la Constantina, l'Eixida, el Farigol, les Garrigues, la Gavarra, les Gorgues, els Horts de Canals, la Joncassa, Matamarès, les Olivetes, el Pla de la Barca, la Plantada, el Ponteix, el Portal d'Amunt, els Pujols, Sant Martí, la Teuleria, Vilaclara, la Vinyassa, el Vinyer de la Ribera i el Vinyer de Vilaclara. Es conserven alguns senyals termenals, com el Piló del Camí de Santa Coloma.

## Transport

### Vies de comunicació antigues
Travessava el terme de Palau del Vidre la Via Domícia, el traçat de la qual només s'ha conservat en alguns trams. Des del nord, entrava a prop de la desapareguda capella de Santa Coloma d'Alemanys, procedent del territori d'Elna (travessava el Tec a ran de la capella de Santa Eugènia de Tresmals). Des d'allí, travessava cap al sud-oest el Camp de la Pedra, on es va trobar un fragment de miliari de Constantí, d'on el nom del camp, i s'adreçava cap al sud del poble de Palau del Vidre. A partir del cementiri, instal·lat damunt de la necròpolis de Batipalmes, la via antiga es correspon amb el camí de Vilaclara, i amb el de Vilaclara a Sant Genís de Fontanes. En el talús que voreja el camí de Vilaclara va ser trobat un jaciment amb molts fragments d'àmfores africanes. També s'hi van trobar 40 metres d'una calçada feta amb morter amb palets de riera i fragments de teules.

### Carreteres
Dues úniques carreteres travessen el terme de Palau del Vidre: la D - 11 i la D - 618. La carretera D - 11 (D. 914, a Argelers de la Marenda - Montesquiu d'Albera) entra en el terme de Palau del Vidre per l'extrem nord-est, molt a prop d'on s'origina la carretera, en terme d'Argelers de la Marenda. Des d'allí s'adreça a Palau del Vidre (2,2 km), Sant Andreu de Sureda (3, des de Palau del Vidre), Sureda (5), la Roca de l'Albera (7,6), Vilallonga dels Monts (10,8) i Montesquiu d'Albera (12,7).
La D - 618 (El Voló - Argelers de la Marenda), enllaça aquestes dues poblacions directament, sense passar pels nuclis de població, amb els quals enllaça, però, a través de nusos de sortida. Travessa els termes del Voló, Montesquiu d'Albera, Vilallonga dels Monts, Sant Genís de Fontanes, la Roca de l'Albera, Palau del Vidre, Sant Andreu de Sureda i Argelers de la Marenda i té enllaç amb tots aquests pobles.

### Transport públic
La línia 401 del servei departamental de Le bus à 1 €, d'Argelers de la Marenda a Ceret, passa per Palau del Vidre procedent d'Argelers abans de continuar cap a Sant Andreu de Sureda, Sureda, la Roca de l'Albera, Sant Genís de Fontanes, Vilallonga dels Monts, Montesquiu d'Albera, el Voló, Morellàs i Ceret. Ofereix tres serveis diaris en cada direcció de dilluns a dissabte (tot i que el segon d'aquests serveis només va d'Argelers a Montesquiu d'Albera). No circula els dies festius. Per aquesta línia, Palau del Vidre és a 20 minuts d'Argelers, a 10 de Sant Andreu de Sureda, a un quart d'hora de Sureda, a 20 minuts de la Roca de l'Albera, a 25 de Sant Genís de Fontanes, a mitja hora de Vilallonga dels Monts, a 40 de Montesquiu d'Albera, a 53 del Voló, a 1 hora i 2 minuts de Morellàs i a 1 hora i 10 minuts de Ceret.
La línia 410/412 del mateix servei, de Perpinyà a Sant Genís de Fontanes, passa per Palau del Vidre procedent de Perpinyà, Elna i Argelers de la Marenda, abans de continuar cap a Sant Genís de Fontanes. De fet, és la 410 entre Perpinyà i Argelers de la Marenda, i la 412 la resta del trajecte. Ofereix servei quatre cops al dia de dilluns a dissabte, però no circula els dies de festa. Per aquesta línia, Perpinyà és a una hora de Palau del Vidre, Elna a mitja hora, Argelers de la Marenda i Banyuls dels Aspres, a 10.
També hi passa la línia 413 del mateix servei, de Perpinyà a Vilallonga dels Monts, sortint del cap i casal rossellonès passa per Elna, Palau del Vidre, Argelers de la Marenda, Sant Andreu de Sureda, Sureda, la Roca de l'Albera, Vilallonga dels Monts, i encara, un sol servei diari, a Sant Genís de Fontanes. Hi ha, però, un sol servei diari que passi per Palau del Vidre (els altres van directes d'Elna a Argelers), de dilluns a dissabte, però no circula els dies festius.

### Ferrocarril
Travessa el terme de Palau del Vidre la línia de ferrocarrils de passatgers i mercaderies de Cervera de la Marenda a Perpinyà, que és part de la línia 2 de TER Llenguadoc Rosselló (Tolosa - Matabiau - Portbou). Actualment no hi ha estació, ni, per tant, aturada, a Palau del Vidre; els viatgers han d'adreçar-se a les estacions d'Argelers o d'Elna.

### Camins
Dos camins, ara asfaltats (com la majoria), reben el nom de ruta: la Ruta d'Elna, abans Camí de la Barca (per la barca que hi havia per a travessar el Tec), i la Ruta de Sureda. La resta reben tots el nom de camins. Hi ha els que enllacen amb els pobles veïns: Camí d'Argelers, o de Tatzó, o de la Ribereta, Camí de Cornellà, o de Perpinyà, Camí –o Travessa– de la Roca, Camí de Santa Coloma (a Argelers), Camí de Sant Andreu, Camí de Sant Andreu des de Vilaclara, Camí de Sant Genís, Camí de Sant Genís a Sant Andreu, Camí de Sureda a Ortafà, Camí de Sureda des de Vilaclara, Camí d'Ortafà i Travessa de Sant Andreu. D'altres camins són interiors del terme de Palau del Vidre: Camí de Batipalmes, Camí de Cabanes, Camí de Cabanes des de Vilaclara, Camí de la Gara (avui Avinguda de la Gara), Camí de les Gorgues i Camí del Pla de la Barca, antigament Camí d'Elna. El Camí de Ferro és el nom que rep la via del ferrocarril que travessa el terme.

## Activitats econòmiques
La base de l'economia de Palau del Vidre és l'agricultura de regadiu. Més de 150 explotacions agràries en actiu (el 1954 n'eren més de 200), la meitat de les quals es dediquen a l'horticultura: escaroles, enciams, productes primerencs, tomàquets, col-i-flors, pastanagues, carxofes, julivert i api. Hi ha també arbres fruiters (presseguers, albercoquers i cirerers, sobretot), i vinya, més de la meitat per a vins d'alta qualitat. Resta una mica de conreu de cereals i també una mica de ramaderia.
Pel que fa a altres sectors productius, a Palau del Vidre hi ha dues empreses de comerç a l'engròs de fruites i verdures, i una empresa mitjana de construcció. Pel que fa al turisme, tot i la proximitat de la gran platja d'Argelers, hi ha poca oferta. Un càmping municipal, mitja dotzena d'establiments del tipus Gîtes de France, vuit establiments més de lloguer d'apartaments, i el Càmping - caravàning Le Haras.
Una altra part de l'economia del poble és la producció de vidre en diferents tallers. Cada any, a principis del mes d'agost, es fa el Festival del Vidre. Enguany A.P.A.C convoca el 28è Festival Internacional del Vidre del 5 al 8 d' agost de 2022: "Artistes del vidre de renom internacional invertiran diversos punts a la ciutat de Palau per presentar les seves últimes creacions. Al programa hi ha demostracions al voltant del vidre, exposicions-venda i esdeveniments diversos..."

## Història

### Prehistòria
Les restes més antigues corresponen a les trobades al Vinyer de Vilaclara, amb nombroses restes des del Neolític fins a temps protohistòrics.

### Història Antiga
L'indret on es troba el nucli de Palau del Vidre podria correspondre a una vil·la romana, el nom de la qual és present encara en documents del segle ix. Així, el 899 es parla de Securinianum sive Palatium Rodegarium. Per tant, el nom primitiu podria haver donar Surinyà, però en canvi va prevaldre el nom nou, d'on Palau.
Les restes romanes són presents en molts llocs del terme, com a Sant Martí de la Riba, al nord, a la riba dreta del Tec i prop de l'Estany de Sant Martí; a la Begó, al nord del poble i a la vora sud de l'estany, on es van localitzar traces d'un probable hàbitat d'època romana republicana; al Camp de la Pedra, per on passava la Via Domícia, un gran establiment rural a ran de la via on, a més dels habituals fragments d'àmfores, teules i ceràmica, es van trobar algunes monedes i el miliari abans esmentat; a la Constantina, al sud-oest del Camp de la Pedra i al costat nord-est de la via del ferrocarril, un altre establiment rural i algunes monedes, a més de les restes habituals; a la Vinya de la Ribera, al sud-est del terme, un establiment gal·loromà, al Bosc d'en Llucià, proper a l'anterior, una cisterna i parets amb opus spicatum que corresponen a un establiment rural de l'Alt Imperi; altres vestigis romans a l'Oliveta de Llantia, al sud del terme; a Batipalmes, a l'actual cementiri comunal, al sud-oest del poble, es van trobar restes d'un gran establiment rural, que podria ser el de l'origen del poble, així com una necròpolis dels segles iii i iv de la nostra era; a Vilaclara, un altre gran establiment rural, amb molts vestigis sobretot de l'era romana republicana, entre els quals restes d'una estela funerària; a la Colomina de Sant Pere, una gran cisterna i restes de canonades de plom; al Vinyer de Vilaclara, restes romanes disperses...

### Història Medieval
El nom de Palau, així doncs, prové del segon nom del poble, que ja el 967 ha passat del Palatium Rodegarium a Palau Rotger. El 970 torna a ser esmentat amb els dos noms: Securnianum alio nomine Palatium Rodegarium. Hi consten donacions d'alous a l'església d'Elna, i el topònim continua essent Palau Rotger fins al 1028. Entre aquesta data i el segle xv apareix sempre Palau, sense cap complementació. Just a final de l'Edat Mitjana, el 1442, apareix la forma Palau alternant-se amb Palau del Vidre.
Al llarg de l'Edat Mitjana l'església d'Elna anà fent-se seus diversos alous del terme de Palau. El feu, emperò, el tenia Bernat de Montesquiu per Girard II de Rosselló, el qual, en testament de 4 de juliol del 1722 llegà el seu castell de Palau, amb territori i jurisdicció als templers, els quals, arribada la supressió de l'orde el 1312, ho cediren als hospitalers del Mas Déu. Aquests conservaren la senyoria i la jurisdicció fins a la fi de l'Antic Règim.
Alguns vestigis arqueològics trobats en aquest terme són ja medievals, com un hàbitat de vers el segle vi de la nostra era als Horts dels Canals.
Al segle xv ja era important en el poble la indústria del vidre: el 1442 se'n parla com a Palatium Vitri i el 1628 amb el nom actual. El 1456 regentava el senyoriu de Palau del Vidre el donzell Ramon de Vivers.

## Demografia

### Demografia antiga
La població està expressada en nombre de focs (f) o d'habitants (h)
| 13 f | 71 f | 56 f | 62 f | 64 f | 36 f | 19 f | 72 f | 69 f | 74 f | 277 h | 74 f | 92 f | 483 h |

Font: Pélissier 1986
Notes:
- 1365: per al poble de Vilaclara.
- 1378: dels quals, 15 f per a Vilaclara.
- 1470: dels quals, 3 f per a Vilaclara.
- 1515: dels quals, 3 f per a Vilaclara.
- 1789: per a Palau-del-Vidre i Tatzó d'Amunt.

### Demografia contemporània
| Evolució de la població |      |      |      |      |      |      |      |      |
| 1793                    | 1800 | 1806 | 1821 | 1831 | 1836 | 1841 | 1846 | 1851 |
| 301                     | 440  | 493  | 643  | 672  | 715  | 716  | 780  | 777  |

| 1856 | 1861 | 1866 | 1872 | 1876 | 1881  | 1886  | 1891  | 1896  |
| ---- | ---- | ---- | ---- | ---- | ----- | ----- | ----- | ----- |
| 838  | 802  | 898  | 965  | 915  | 1.042 | 1.087 | 1.070 | 1.137 |

| 1901  | 1906  | 1911  | 1921  | 1926  | 1931  | 1936  | 1946  | 1954  |
| ----- | ----- | ----- | ----- | ----- | ----- | ----- | ----- | ----- |
| 1.142 | 1.234 | 1.265 | 1.121 | 1.091 | 1.230 | 1.214 | 1.156 | 1.201 |

| 1962  | 1968  | 1975  | 1982  | 1990  | 1999  | 2008  | 2013  | - |
| ----- | ----- | ----- | ----- | ----- | ----- | ----- | ----- | - |
| 1.238 | 1.330 | 1.417 | 1.738 | 2.004 | 2.117 | 2.668 | 3.153 | - |

Fonts: Ldh/EHESS/Cassini fins al 1999, després INSEE a partir deL 2004

### Evolució de la població

Població 1962-2008

## Administració i política

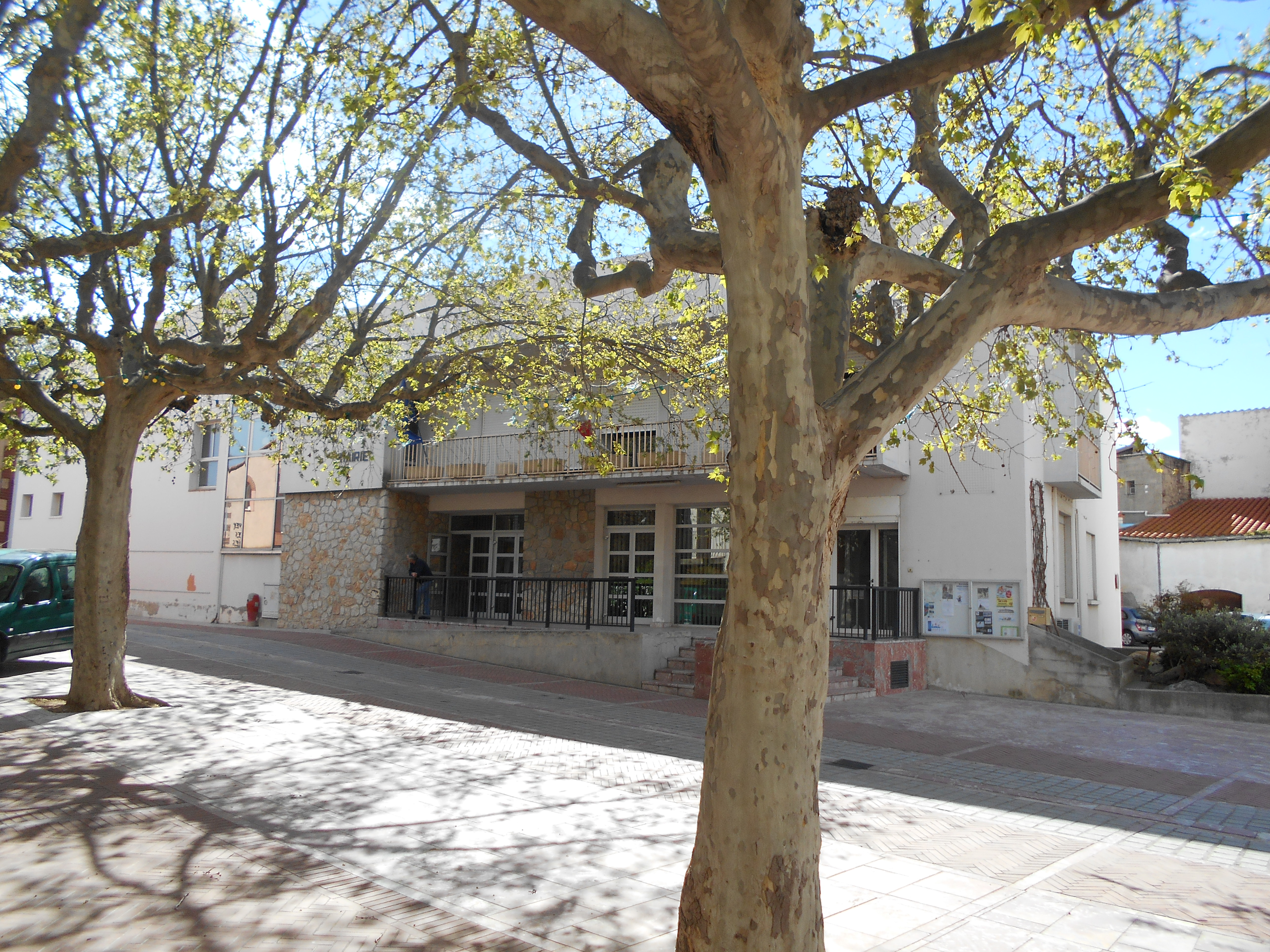
La Casa del Comú

### Batlles[14]
| Període                  | Nom               | Opció política      | Comentaris |
| ------------------------ | ----------------- | ------------------- | ---------- |
| 1971 - 1999              | Jacques Bordaneil | Radicals d'esquerra |            |
| 1999 -                   |                   |                     |            |
| - Març del 2001          | Jean Rigaud       |                     |            |
| 2001 - 3 juliol del 2020 | Marcel Descossy · |                     |            |
| 3 juliol del 2020 -      | Bruno Galan       |                     |            |

### Legislatura 2014 - 2020

#### Batlle
- Marcel Descossy.

#### Adjunts al batlle[19]
- 1r: Bruno Galan
- 2n: Jean Roca
- 3a: Renée Ocampo
- 4a: Claude Alexandra Chemin
- 5è: Pierre Abult
- 6a: Florence Ribes.

#### Consellers municipals
- Belinda Beausaert
- Huguette Bertrand
- Alain Gallinat
- Michel Munoz
- Pascal Ramonet
- Nadine Bonafe
- Olivier Charles
- Céline Farriol
- Isabelle Faure
- Jean Jonqueres d'Oriola
- Nathalie Schwertz
- Claude Soulhol
- Antoine Ponts
- Lydie Nargieu
- Martine Rolland
- Renaud Vuillemin.

### Adscripció cantonal

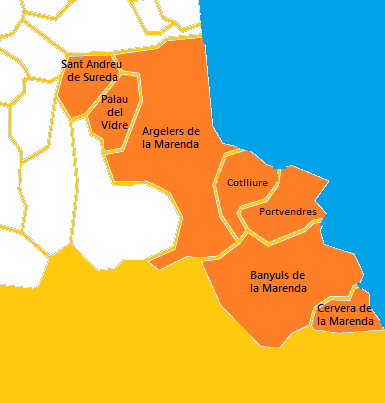
Mapa del Cantó de la Costa Vermella

A les eleccions cantonals del 2015 Palau del Vidre ha estat inclòs en el cantó denominat La Costa Vermella, amb capitalitat a la vila d'Argelers de la Marenda, amb les viles d'Argelers de la Marenda, Cotlliure i Portvendres i els pobles de Banyuls de la Marenda, Cervera, Palau del Vidre i Sant Andreu de Sureda. Hi han estat escollits com a consellers departamentals Marina Parra-Joly, del Partit Socialista, primera adjunt al batlle d'Argelers de la Marenda, i Michel Moly, del Partit Socialista, Primer vicepresident del Consell departamental.

### Serveis comunals mancomunats
Palau del Vidre forma part de la Comunitat de comunes de les Alberes, Costa Vermella i d'Illiberis, amb capitalitat a Argelers, juntament amb Argelers, Bages de Rosselló, Banyuls de la Marenda, Cervera de la Marenda, Cotlliure, Elna, Montesquiu d'Albera, Ortafà, Palau del Vidre, Portvendres, la Roca d'Albera, Sant Andreu de Sureda, Sant Genís de Fontanes, Sureda i Vilallonga dels Monts.

## Llocs d'interès
L'església parroquial de Sant Sebastià conserva dos retaules del segle xv. El més antic d'aquests dos, el retaule dels Sants Miquel i Hipòlit, del 1454, és de la mà de l'Arnau Gassies, mestre pintor de Perpinyà, documentat entre 1432 i 1460. L'altre és el retaule de Sant Joan.
L'església també té retaules dels segles xvi i xvii, com ara el de l'altar major, acabat el 1648 per l'escultor Llàtzer Tremulles el vell (Vilafranca del Penedès, 1605 - Perpinyà, 1657), i algunes peces litúrgiques d'aquests dos segles, com ara el sagrari del 1609, pintat per Honorat Rigau (1592 - 1621, associat amb Perpinyà), el besavi de Jacint Rigau-Ros i Serra.

## Educació i cultura
A Palau del Vidre hi ha una escola maternal i una de primària. Quan acaben els seus estudis de primària, per a la secundària poden triar entre els col·legis existents a Argelers de la Marenda, Sant Andreu de Sureda i a Elna, principalment, i per al batxillerat, els liceus de Vilallonga dels Monts, Tesà o Perpinyà.
Palau del Vidre disposa de biblioteca pública pròpia, mancomunada amb sis biblioteques més de la Costa Vermella.

## Persones il·lustres
- Esteve Canals (1888-1971), professor universitari de farmàcia
- Bonaventura Pagès (1806-1868), polític
- Enrique Sánchez Abulí (1945), guionista de còmics

## Entitats
- Palau Broncos XIII, club de rugbi a 13